# Gullrosas berg
Gullrosas berg är ett naturreservat i Eda kommun i Värmlands län.
Området är naturskyddat sedan 2006 och är 53 hektar stort. Reservatet består av sprickdalar med mellanliggande tallbevuxna höjdryggar. 